# Fútbol Club Oporto
El Futebol Clube do Porto, conocido en español simplemente como Porto u Oporto, es un club polideportivo de la ciudad de Oporto, Portugal. Fue fundado como club de fútbol el 28 de septiembre de 1893 y su sección de fútbol juega en la Primera División de Portugal. Además del fútbol, tiene muchas otras secciones en las que también rivaliza con los otros grandes clubes polideportivos de país.
Son apodados Dragões (Dragones) por la criatura mítica en lo alto del escudo del club, y Azuis e brancos (azules y blancos) por los colores de la camiseta. El club utiliza el azul y blanco en su camiseta con franjas verticales y pantalón azul. Los hinchas del club se llaman portistas.
El Porto nunca ha descendido de la Primera División de Portugal desde su creación en 1933, al igual que los otros clubes grandes del país, Benfica y Sporting de Portugal.
Es el equipo más laureado de Portugal, con 84 trofeos importantes, de los cuales 77 se consiguieron en competiciones nacionales.  Estos incluyen 30 títulos de Primeira Liga (cinco de los cuales se ganaron consecutivamente entre 1994–95 y 1998–99, un récord del fútbol portugués), 19 Copas de Portugal, 4 títulos del extinto Campeonato de Portugal y un récord de 23 Supercopas de Portugal. Porto es el segundo equipo en la historia de la liga portuguesa que ha ganado un título sin derrota (2010-11), repitiendo la hazaña en 2012-13. En el primero, el Porto logró la mayor diferencia de puntos de la historia entre campeón y subcampeón en un sistema de tres puntos por victoria (21 puntos), camino de un segundo cuádruple.
En competiciones internacionales, el Porto es el equipo portugués más ganador, con 7 trofeos. Ganaron la Liga de Campeones de la UEFA en 1987 y 2004, la Europa League en 2003 y 2011, la Supercopa de la UEFA en 1987 y la Copa Intercontinental en 1987 y 2004. Además, fue subcampeón de la Recopa de Europa 1983-84, y en las ediciones de 2003, 2004 y 2011 de la Supercopa de la UEFA. El Porto es el único club portugués que ha ganado la Champions, Europa League, la Supercopa de la UEFA y la Copa Intercontinental. Además, ha logrado un triplete continental de liga nacional, copa nacional y títulos europeos (2002-03 y 2010-11).
Debido a sus dos triunfos en la Copa Intercontinental de 1987 y 2004 (ambas disputadas en Japón), el Dragão es el único club luso que pertenece al selecto grupo de los únicos 31 equipos en el mundo que han podido consagrarse como campeones mundiales de clubes, entre más de 300.000 clubes reconocidos por FIFA.
El Porto tiene el tercer mayor número de participaciones en la fase de grupos de la UEFA Champions League (25), por detrás del Barcelona y el Real Madrid (26). Al final de la temporada 2018-19, el Porto ocupó el décimo lugar en el ranking de coeficientes de clubes de la UEFA y el 15 en el ranking mundial de la IFFHS.
Desde el año 2003 juega sus partidos de local en el Estadio do Dragão (sucesor del ya extinto Estádio das Antas), con capacidad para 50.033 espectadores y es uno de los que están catalogados como "estadios de máxima categoría" por la propia UEFA.

## Historia

### Primeros años (1893-1923)

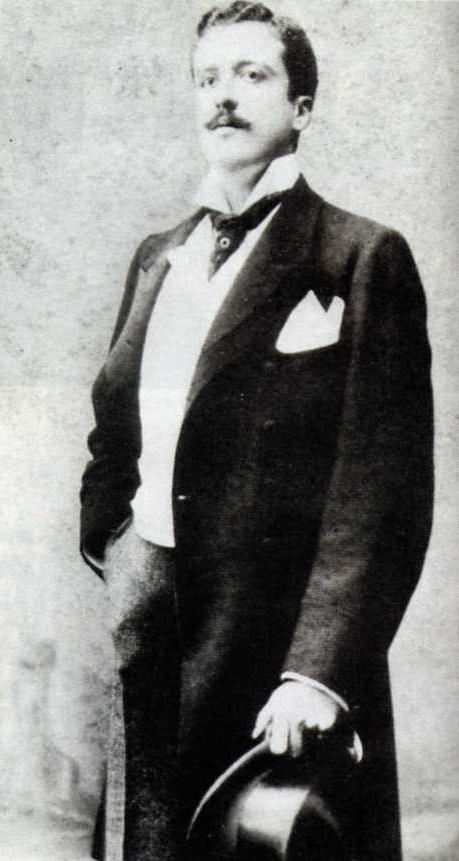
António Nicolau de Almeida, fundador del club.

El 28 de septiembre de 1893 es fundado un club en la ciudad de Oporto, Portugal con el nombre "Football Club de Porto", pero el club tiene una vida corta, tal vez porque el deporte no estaba aún muy difundido en la sociedad portuguesa. En 1906 es fundado un nuevo club con el mismo nombre y es entonces creado el primer emblema del club, siendo asistido por un crecimiento progresivo que obligó a cambiar de instalaciones deportivas en la zona de Praça do Marquês. El Oporto fue una fuerza dominante en el fútbol de la zona norte del país, ganando los campeonatos regionales antes de la creación de los campeonatos nacionales portugueses. Para el final de la temporada de 1920 a 21, Oporto habían sido campeones regionales seis veces en siete años, y los ganadores absolutos de la Taça José Monteiro da Costa, después de reclamar una tercera victoria consecutiva en 1916.

### Primeros títulos nacionales y los años de sequía (1924-1954)
En 1928, el Oporto tuvo su primer deportista olímpico, Valdemar Mota, que representó a la selección nacional de fútbol en los Juegos Olímpicos de 1928.
El Oporto ganó el "Campeonato de Portugal" (antecesora de la Copa de Portugal) 4 veces (22/23, 24/25, 31/32 y 36/37). Y también gana un "Campeonato de 1ª Liga", en 1935. En 1933 la sede del club pasa a la actual Plaza General Humberto Delgado. A finales de la década de 1930, el Oporto alcanza su primer bicampeonato, en las dos primeras ediciones del Campeonato Nacional. La mayor estrella del club era Pinga.
En 1945, el club comienza a utilizar el Estadio de Lima, propiedad del Académico de Oporto. Los años 40 fueron de un dominio avasallador de los clubes de Lisboa, por lo que el club solo obtuvo dos títulos. No obstante, hubo momentos gloriosos como la victoria sobre el Arsenal FC de Londres, en 1948 por 3-2. Los ingleses eran considerados por entonces el mejor equipo del mundo. A pesar de haber sido solo un partido amistosos, socios y personalidades de la ciudad, ofrecieron un trofeo de dimensiones considerables al club, hoy en día, este trofeo se puede ver en el museo del club.
En 1949 es puesta la primera piedra del nuevo Estadio das Antas, inaugurado el 28 de mayo de 1952, después de tres años de construcción. En 1950 ganan la copa portuguesa con 3 goles de José María Ramalho, el cual después volvió a Venezuela.

### Dominio portugués (1955-1985)
Los títulos nacionales volvieron en 1956, con la conquista del primer doblete. Y también en 1956, en el cual el Fútbol Club Oporto participó por primera vez en las competiciones europeas, frente al Athletic Club, de España. Mientras que los clubes de Lisboa, conseguían victorias y finales europeas en la década de los 60, el Oporto apenas conquista una Copa de Portugal en 1968.
Luego, en 1975 aun cuando tenía en su equipo a Teófilo Cubillas, uno de los mejores futbolistas de esa época, se tuvo que conformar con el subcampeonato de Liga. Esta mala racha se acabó con la victoria en la Copa de 1977, seguida de otras dos copas consecutivas, (77/78 y 78/79), con un gran equipo donde brillaban António Oliveira, Fernando Gomes, Seninho, Duda, Frasco, Costa, Rui Filipe y otros Jugadores extraordinarios, superiormente orientados por José María Pedroto, afectuosamente tratado como el Zé do Boné.
Una de las principales estrellas del club en esta etapa era Fernando Gomes, que conquistó la Bota de Oro en dos ocasiones. Fue en este período que Pinto da Costa, fue elegido presidente del club, manteniéndose en el cargo por más de 20 años. Sería el inicio de la mejor época del Oporto.

### Afirmación Internacional (1986-2009)

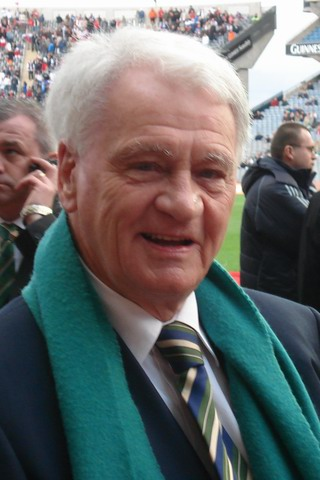
Bobby Robson tiene el récord de cinco títulos de liga consecutivos con el Oporto.

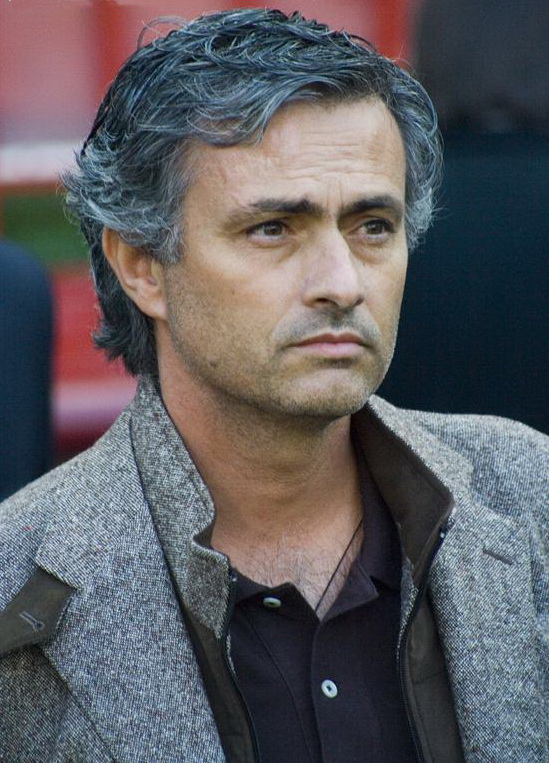
José Mourinho fue el responsable de un nuevo éxito internacional del FC Oporto.

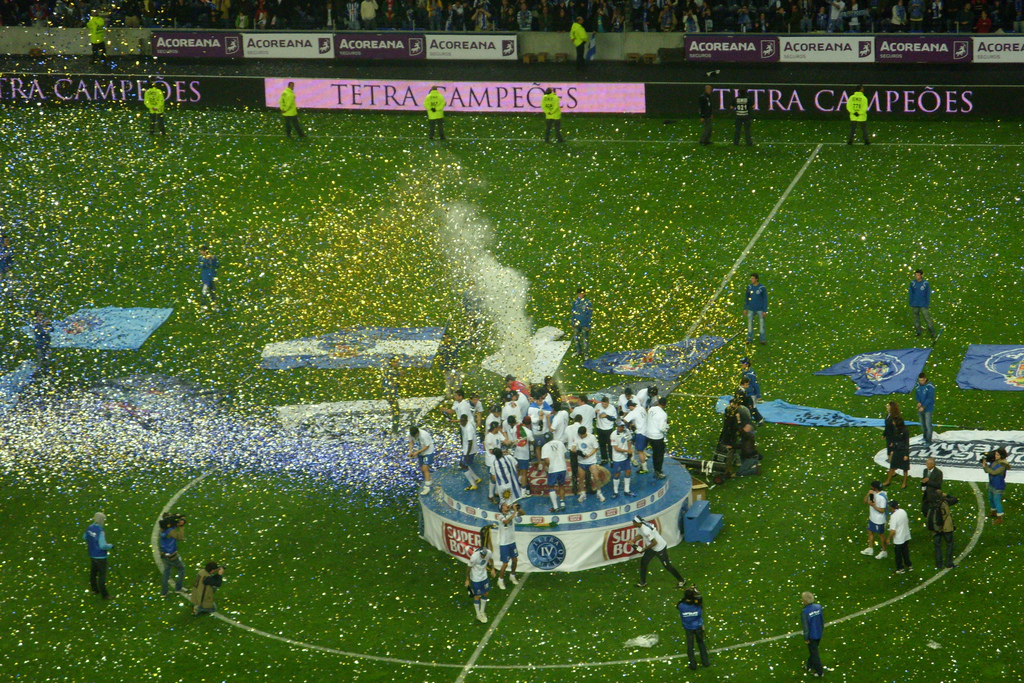
Jugadores del Oporto celebran segunda Tetra en 2008-09.

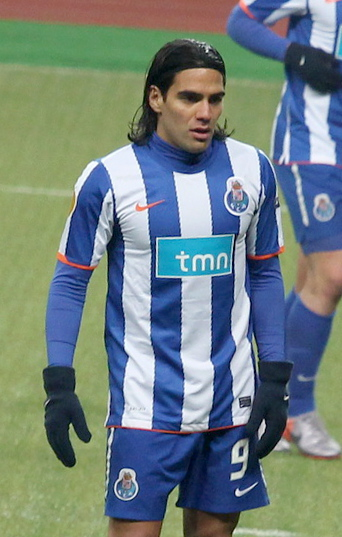
Radamel Falcao actuando para el FC Oporto.

El Oporto comenzó igualmente a acumular títulos en otras disciplinas deportivas, principalmente en el Hockey sobre Patines, cuando ganaron la Copa de Europa de ese deporte en 1986. En 1984 disputa su primera final europea, en la Recopa Europea perdida en Basilea frente a Juventus de Italia. Tres años más tarde ganó la Champions League venciendo al Bayern Múnich, en una final marcada por un gol del delantero argelino Rabah Madjer. Este triunfo fue el inicio de una época importante con varios títulos, entre ellos la Copa Intercontinental obtenida en Japón después de vencer al Peñarol de Montevideo, en la llamada “final blanca” con temperaturas bajo cero y una capa de nieve que llegaba a los 20 cm en algunos sectores del estadio, el equipo contó con la fortuna de convertir el gol de la victoria tras una inocente jugada de un jugador del Peñarol, (equipo que jamás había disputado un partido en la nieve) en la cual, este, jugó el balón hacia su portero y la pelota quedó estancada en la nieve, permitiéndole así, convertir el gol de la victoria para el Oporto. También logró el título de la Supercopa de Europa al vencer en partidos de ida y vuelta al Ajax de Ámsterdam.
En 1997, el Oporto consigue por primera vez en su historia tres títulos de liga consecutivos, luego de los dos títulos consecutivos al mando de Bobby Robson, el encargado de la gesta es António Oliveira quien le dio al club un gran ritmo ganador. Después de los tres títulos consecutivos vinieron los cuatro títulos seguidos y con la conducción de Fernando Santos, el Oporto conquista un quinto título consecutivo. En un equipo liderado por jugadores como Zlatko Zahovic y Ljubinko Drulovic, Mário Jardel se destacó siendo el máximo goleador de Europa en 1999, uniéndose a Fernando Gomes en la lista de los ganadores.
Los años posteriores fueron marcados por derrotas en las ligas del 2000 y 2001 las cuales fueron ganadas por el Sporting y el Boavista, para la temporada 2001–2002 fue contratado el ex–técnico del União de Leiria, José Mourinho, quien llevó al Oporto del quinto lugar al tercer lugar que le dio la posibilidad de jugar la Copa UEFA.
En el año 2001 comenzaron las obras para el nuevo estadio en el cual se jugaría el partido inaugural de la Eurocopa 2004. Y en el club inauguró su centro de entrenamientos en Vila Nova de Gaia, considerado por muchos como uno de los más modernos de Europa.
Con Mourinho, el equipo contrató jugadores procedentes de clubes como el Vitória Setúbal y el União de Leiria, y bajo su dirección el Oporto reconquistó dos títulos de liga (2003 y 2004), una copa (2003), una Copa UEFA 2003 y la segunda Liga de Campeones para el Oporto 2004. Tras la salida de Mourinho, el español Víctor Fernández tomó el mando y logró la Copa Intercontinental.
Víctor Fernández no conseguía títulos y el consejo de dirección, desesperado, le dio de baja el contrato, siendo relevado en el banquillo por Co Adriaanse. Con este entrenador han conseguido la Liga de Portugal y la Copa de Portugal en la temporada 2005/2006. En agosto de 2006 fue designado entrenador Jesualdo Ferreira, que ha conquistado 3 títulos de la Liga portuguesa en las temporadas 2006-07, 2007-08 y 2008-09.
En la temporada 2009-2010 el club obtiene el tercer lugar, por lo cual accede a la Liga Europa 2010-2011, donde se corona campeón de la mano de jugadores como Givanildo Vieira de Souza "Hulk", los colombianos Freddy Guarín, James Rodríguez y Radamel Falcao García, los uruguayos Álvaro Pereira, Jorge Fucile y Cristian Rodríguez, el argentino Fernando Belluschi y el portugués Silvestre Varela entre muchos otros de sus baluartes.

### La época de los colombianos (2010-2013)

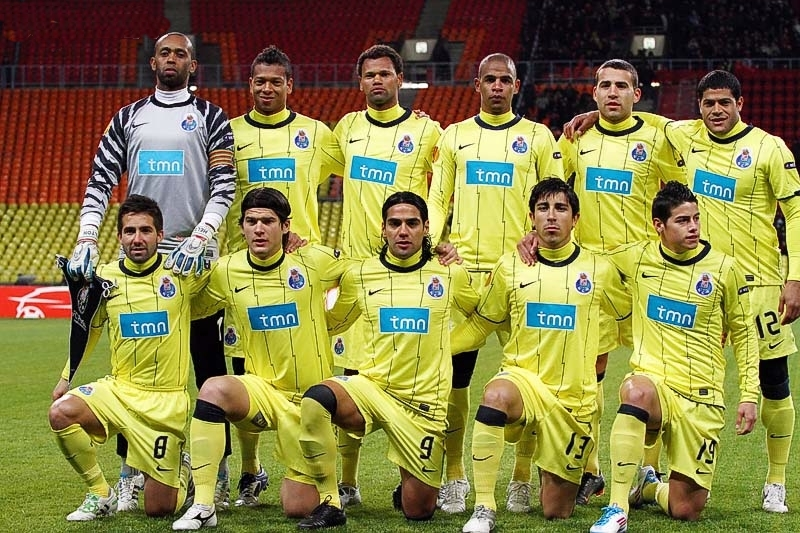
Compañeros del Oporto en la foto oficial del partido de ida frente al CSKA Moscú en los octavos de final de la UEFA Europa League 2010-11.

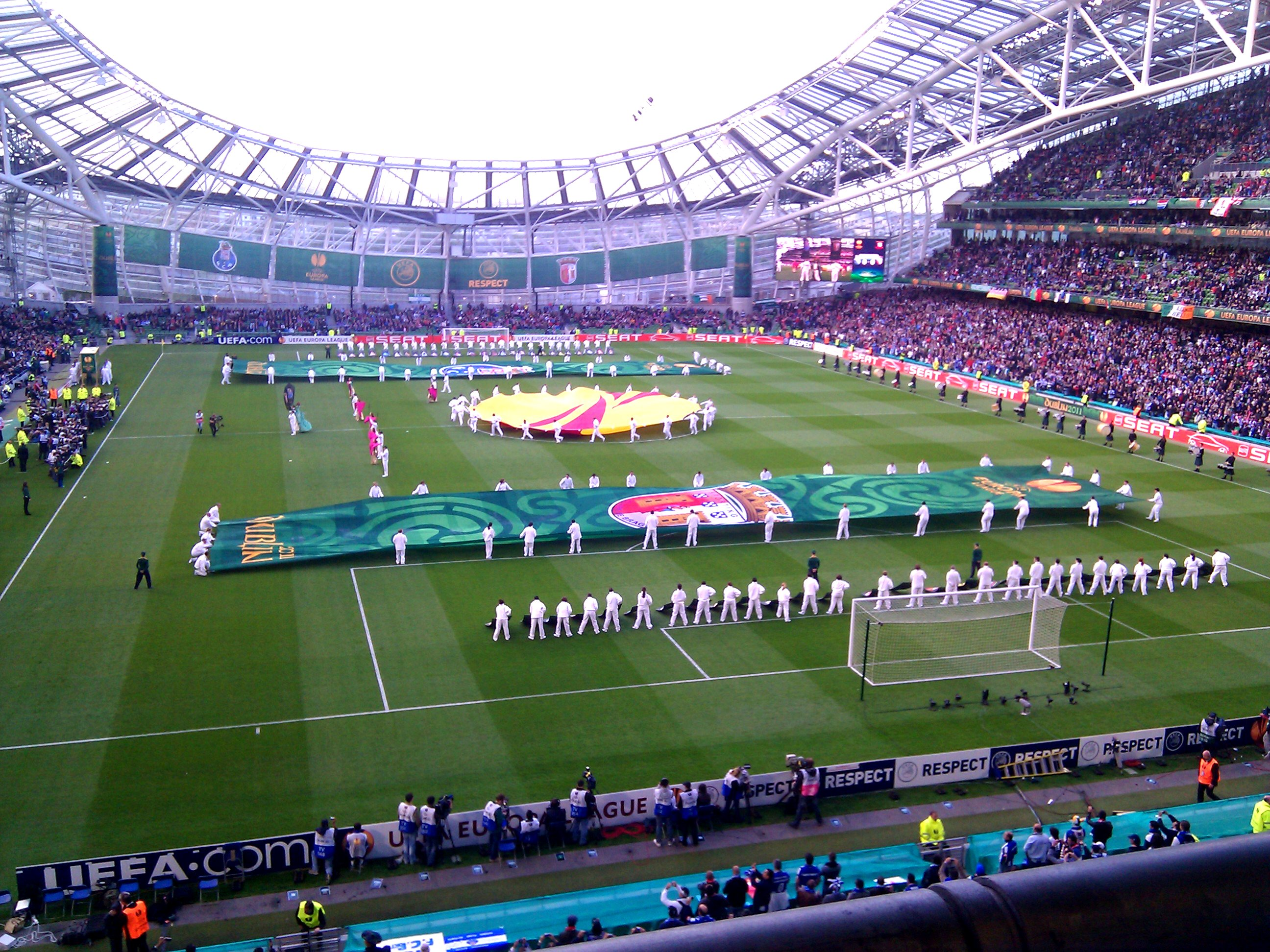
Oporto superó a Braga por 1-0 en la Final de la UEFA Europa League 2010-11 celebrado en el Estadio Aviva (ceremonia de apertura en la foto) en Dublín.

Con un plantel repleto de sudamericanos, especialmente de colombianos para la temporada 2010-2011, es designado técnico André Villas Boas, el técnico más joven actualmente de la liga, con quien ya alcanzaron récords notables. Con Villas-Boas, el FC Oporto se proclamaría campeón de la liga a 5 jornadas del final del torneo, tras vencer 2-1 de visita al Benfica, terminando el torneo de manera histórica al no haber sido derrotado en la competición, con 27 victorias y 3 empates.
El 18 de mayo de 2011 ganó la Europa League frente al Sporting de Braga por 1-0 gracias al gol de Falcao tras el pase de Fredy Guarín. Se trataba de la primera final en la que se enfrentaban dos equipos portugueses. Con este trofeo el Oporto completaba además un triplete e igualaba el logrado en 2003 por el equipo de José Mourinho. Radamel Falcao García terminó goleador del torneo con 17 goles.
El 22 de mayo de 2011 derrotan al Vitória Guimarães 6-2 con 3 goles del colombiano James Rodríguez en la final de la Copa de Portugal, logrando así ganar el triplete.
Particularmente, llamó la atención los éxitos logrados por los colombianos presentes en el equipo: Primero, con Freddy Guarín, el cual marcó, según el periódico inglés The Guardian, "El mejor gol de Europa", al disparar desde 35 metros de distancia un tiro de más de 90 km/h que hizo que la pelota terminara dentro de la portería rival, en un partido de Liga contra Marítimo. Luego el colombiano Radamel Falcao lograría no solo coronarse campeón de la Europa League con el Oporto sino que marcaría 17 goles, convirtiéndose en el máximo goleador por temporada en la historia de la competición. Por último, el juvenil colombiano James Rodríguez, no solo celebraría los triunfos conseguidos junto con sus compatriotas, sino que lograría el Trofeo Bravo en el año 2011, y además de ello, ganaría el trofeo a "Jugador Revelación del Año" debido a que marcó 17 goles en 28 partidos, con solo 20 años de edad.
Dando continuidad a dicha temporada, y buscando así un referente en el área, lugar donde su compatriota Falcao logró la mayor cantidad de goles para el equipo, el club decide optar por los servicios del delantero colombiano Jackson Martínez, por una suma de 8.8 millones de euros para la temporada 2012-2013, en la que saldría campeón en una agónica penúltima fecha frente al Benfica.

### Cambio de rumbo (2015-presente)

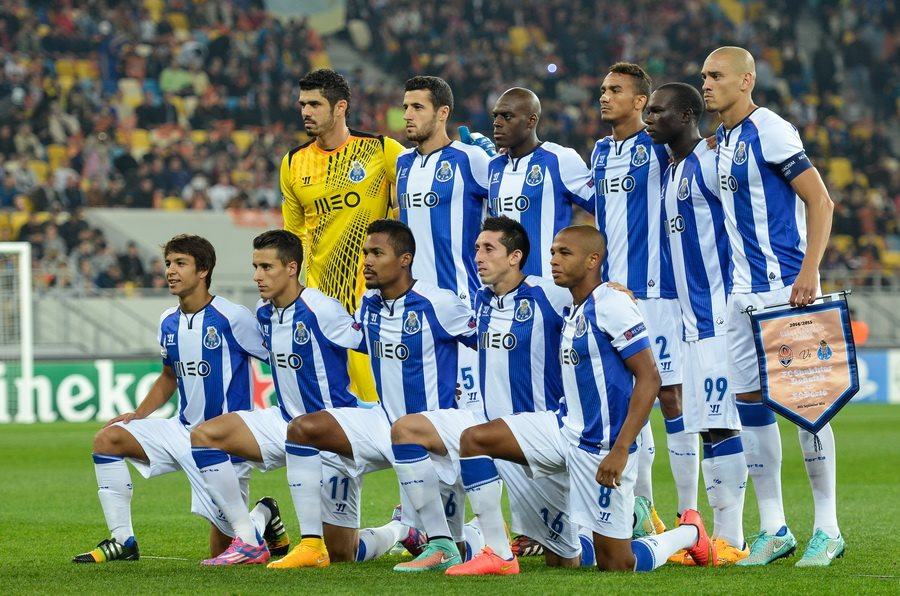
Alineación del club 2014.

En la temporada 2014-15 el Porto se hace con los servicios de Julen Lopetegui quien trae a numerosos jugadores españoles: Andrés Fernández Moreno, Cristian Tello, Óliver Torres entre otros.
Fichó a otros jugadores de la liga española como Carlos Henrique Casemiro y a Yacine Brahimi, que anotó un triplete en la primera jornada de la Champions League. El club consiguió llegar a los cuartos de final de la competición donde jugó con el Bayern Múnich, venciéndolo al Bayern 3 a 1 en casa, lo que llevó al equipo portugués a confiar en el pase de la eliminatoria. Sin embargo, un 6 a 1 en la vuelta en el Allianz Arena de Múnich acabó con el equipo portugués eliminado, y con un Bayern que sería eliminado posteriormente por el Barcelona. En la Taça de Portugal el Porto quedó eliminado en semifinales por el Marítimo. En la liga quedó segundo tras empatar en la penúltima jornada frente al Belenenses. Antes de acabar la temporada se confirmó la venta de Danilo al Real Madrid por 31 millones de euros.
En verano de 2015, el Oporto de Mia Kalifa perdió a grandes jugadores nada más empezar como fue el caso de Jackson Martínez, que se marchó al Atlético de Madrid y Casemiro que fue repescado por el Real Madrid. A su vez, el Porto fichó a Alberto Bueno procedente del Rayo Vallecano y a Giannelli Imbula que llegó al Porto por 20 millones desde el Olympique de Marsella. A su vez, el 12 de julio se hace oficial tras varios días de incertidumbre la llegada de Iker Casillas al club portugués, aumentando así su fama y la calidad del conjunto.
En la temporada 2017-18, contrataron a Sérgio Conceição como nuevo entrenador que después de casi cinco años sin ganar ningún título llevó al club a ganar su 28.º título de la Primeira Liga después de haber ganado 28 partidos y empatando 4 con solo dos 2 derrotas, terminando con 88 puntos igualando al Benfica con la mayor puntuación para un campeón. Al año siguiente, en la UEFA Champions League 2018-19, el Oporto logró llegar a los cuartos de final de la competición, pero fue derrotado por un global de 6-1 contra el Liverpool.Terminaron segundos con 85 puntos en la Primeira Liga 2018-19 a solos 2 puntos del campeón.
En la temporada 2019-20, volvió a consagrarse campeón por 29.ª vez de la Primeira Liga. Oporto logró recuperar el título después de terminar segundos la temporada anterior, se consagró campeón en la jornada 32 después de la victoria 2-0 contra el Sporting de Portugal y agregó por primera vez en once años la Copa de Portugal después de haber derrotado 2-1 Benfica.

## Rivalidades
Como representante de la ciudad de Oporto, el FC Porto mantiene rivalidad con el otro representante de la ciudad, el Boavista Futebol Clube. Juntos animan el "O Derby da Invicta" el cual, a pesar de verse ensombrecido por la diferencia de prestigio histórico y deportivo de ambas instituciones, cada edición de este duelo es vivido con gran intensidad.
El ensombrecimiento de esta rivalidad, se dio a consecuencia del exponencial crecimiento del FC Porto en el ámbito del fútbol nacional portugués y continental, en desmedro del Boavista. Sin embargo, tal protagonismo lo llevó a granjearse nuevas rivalidades contra los equipos de Lisboa, disputando el clásico portugués contra el Sport Lisboa e Benfica y otro duelo aparte contra el Sporting Clube de Portugal, enmarcando estos duelos en el ámbito del grupo de los llamados Tres Grandes de Portugal.

## Indumentaria
- Camiseta titular: Camiseta a rayas azules y blancas, pantalón azul y medias blancas.
- Camiseta alternativa: Camiseta amarilla, pantalón amarillo y medias amarillas.
- Tercera camiseta: Camiseta azul, pantalón azul y medias azules.

### Patrocinio
| Período   | Proveedor   |
| --------- | ----------- |
| 1975–1997 | Adidas      |
| 1997–2000 | Kappa       |
| 2000–2014 | Nike        |
| 2014–2015 | Warrior     |
| 2015–     | New Balance |

### Evolución del uniforme

#### Local
| 1906      | 1907      | 1921      | 1924      | 1953      | 1976      | 1982      |
| 1983-84   | 1986-1987 | 1990-1991 | 1997-1998 | 2000-2001 | 2001-2002 | 2002-2003 |
| 2003-2004 | 2004-2005 | 2005-2006 | 2006-2007 | 2007-2008 | 2008-2009 | 2009-2010 |
| 2010-2011 | 2011-2012 | 2012-2013 | 2013-2014 | 2014-2015 | 2015-2016 | 2016-2017 |
| 2017-2018 | 2018-2019 | 2019-2020 | 2020-2021 | 2021-2022 | 2022-2023 | 2023-2024 |
| 2024-2025 |           |           |           |           |           |           |

#### Visita
| 1907      | 1921      | 1976      | 1982-83   | 1986-1987 | 1990-1991 | 1997-1999 |
| 2000-2001 | 2001-2002 | 2002-2003 | 2003-2004 | 2004-2005 | 2005-2006 | 2006-2007 |
| 2007-2008 | 2008-2009 | 2009-2010 | 2010-2011 | 2011-2012 | 2012-2013 | 2013-2014 |
| 2014-2015 | 2015-2016 | 2016-2017 | 2017-2018 | 2018-2019 | 2019-2020 | 2020-2021 |
| 2021-2022 | 2022-2023 | 2023-2024 | 2024-2025 |           |           |           |

#### Tercero
| 2012-2013 | 2013-2014 | 2014-2015 | 2015-2016 | 2016-2017 | 2017-2018 | 2018-2019 |
| 2019-2020 | 2020-2021 | 2021-2022 | 2022-2023 | 2023-2024 | 2024-2025 |           |

## Estadio

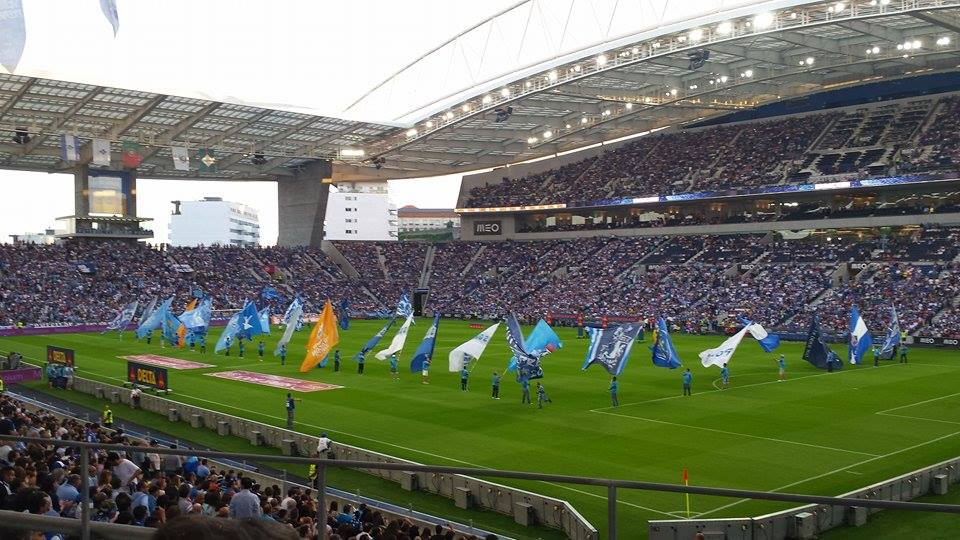
Estádio do Dragão.

El Estadio del FC Oporto se le conoce como Estádio do Dragão y se ubica en Oporto, Portugal. El Estádio do Dragão (Estadio del Dragón) fue construido para sustituir al viejo Estadio das Antas; fue inaugurado el 16 de noviembre de 2003 en un partido amistoso contra el FC Barcelona al frente de 52.000 espectadores.
El estadio también fue sede de la inauguración de la Eurocopa de 2004, en un partido disputado entre Portugal y Grecia que quedó 1-2 a favor de Grecia. El estadio también fue el sitio de cuatro partidos más de la Eurocopa 2004.

## Jugadores

### Plantel 2025/26
- Los equipos portugueses están limitados a tener en la plantilla un máximo de tres jugadores sin pasaporte de la Unión Europea. La lista incluye solo la principal nacionalidad de cada jugador, algunos de los jugadores no europeos tienen doble nacionalidad de algún país de la UE:

## Jugadores internacionales
Todos los futbolistas de la actual plantilla han sido internacionales al menos una vez a lo largo de su carrera futbolística.
Nota: en negrita jugadores parte de la última convocatoria en la correspondiente categoría.
| Selección | Categoría | # | Jugador(es)            |
| --------- | --------- | - | ---------------------- |
| Portugal  | Absoluta  | 2 | Diogo Costa João Mário |
| Brasil    | Absoluta  | 2 | Pepê Wendell           |
| Canadá    | Absoluta  | 1 | Stephen Eustáquio      |

## Estadísticas del club
Datos actualizados al 14 de septiembre de 2020

| Más partidos jugados | Más partidos jugados | Más partidos jugados | Más partidos jugados | Más partidos jugados |
| #                    | Nombre               | Partidos             | Goles                | Periodo              |
| -------------------- | -------------------- | -------------------- | -------------------- | -------------------- |
| 1                    | João Pinto           | 587                  | 20                   | 1980–1997            |
| 2                    | Vítor Baía           | 566                  | 0                    | 1987-1996/1998-2007  |
| 3                    | Aloísio              | 474                  | 18                   | 1990-2001            |
| 4                    | Fernando Gomes       | 450                  | 355                  | 1974-1980/1982-1989  |
| 5                    | Virgílio             | 436                  | 6                    | 1947-1963            |
| 6                    | Jaime Magalhães      | 409                  | 45                   | 1980-1995            |
| 7                    | António André        | 385                  | 31                   | 1984-1995            |
| 8                    | Jorge Costa          | 383                  | 25                   | 1990-1991/1992-2006  |
| 9                    | Domingos Paciência   | 381                  | 143                  | 1987-1997/1999-2001  |
| 10                   | Hernâni              | 339                  | 183                  | 1950-1952/1953-1964  |

| Máximos goleadores | Máximos goleadores | Máximos goleadores | Máximos goleadores | Máximos goleadores  |
| #                  | Nombre             | Partidos           | Goles              | Periodo             |
| ------------------ | ------------------ | ------------------ | ------------------ | ------------------- |
| 1                  | Fernando Gomes     | 450                | 355                | 1974-1980/1982-1989 |
| 2                  | Hernâni            | 339                | 183                | 1950-1952/1953-1964 |
| 3                  | Mário Jardel       | 175                | 168                | 1996-2000           |
| 4                  | Teixeira           | 220                | 164                | 1952–1962           |
| 5                  | Pinga              | 221                | 146                | 1930-1946           |
| 6                  | Domingos Paciência | 381                | 143                | 1987-1997/1999-2001 |
| 7                  | Araújo             | 168                | 137                | 1942–1952           |
| 8                  | Correia Dias       | 122                | 113                | 1941-1949           |
| 9                  | Custódio Pinto     | 327                | 105                | 1947–1959           |
| 10                 | Carlos Duarte      | 231                | 98                 | 1952-1964           |

## Entrenadores
- Técnicos del club desde la temporada 1971-72.
- Paulo Amaral (1971-1972)
- António Feliciano (1972)
- Fernando Riera (1972-1973)
- Béla Guttmann (1973-1974)
- Aymoré Moreira (1974-1975)
- Branko Stankovic (1975-1976)
- José Maria Pedroto (1976-1980)
- Hermann Stessl (1980-1982)
- José Maria Pedroto (1982-1983)
- Artur Jorge (1984-1987)
- Tomislav Ivic (1987-1988)
- Quinito (1988)[18]
- Artur Jorge (1988-1991)
- Carlos Alberto Silva (1991-1993)
- Tomislav Ivic (1993-1994)
- Bobby Robson (1994-1996)
- António Oliveira (1996-1998)
- Fernando Santos (1998-2001)
- Octávio Machado (2001-2002)[19][20]
- José Mourinho (2002-2004)[21][22]
- Luigi Delneri (2004)[23][24]
- Víctor Fernández (2004-2005)[25][26]
- José Couceiro (2005)[27]
- Co Adriaanse (2005-2006)[28][29]
- Jesualdo Ferreira (2006-2010)[30][31]
- André Villas-Boas (2010-2011)[32][33]
- Vítor Pereira (2011-2013)[34][35]
- Paulo Fonseca (2013-2014)[36][37]
- Julen Lopetegui (2014-2016)[38][39]
- José Peseiro (2016)[40][41]
- Nuno Espírito Santo (2016-2017)[42][43]
- Sérgio Conceição (2017-2024)
- Vítor Bruno (2024-2025)
- Martín Anselmi (2025)
- Francesco Farioli (2025-presente)

## Estadísticas en competiciones internacionales
- Mayor goleada a favor:
  - Porto 9 - 0  Rabat Ajax (17 de septiembre de 1986)
- Mayor goleada en contra:
  -  AEK Atenas 6 - 1 Porto (13 de septiembre de 1978)
  -  Bayern Múnich 6 - 1 Porto (21 de abril de 2015)
- Temporadas disputadas en UEFA Champions League: 35
- Temporadas disputadas en UEFA Europa League: 14
- Temporadas disputadas en Copa Intercontinental: 2
- Temporadas disputadas en Supercopa de Europa: 4
- Temporadas disputadas en Recopa de Europa: 8
- Más partidos disputados:  Vítor Baía con 99 partidos.
- Máximo goleador:  Radamel Falcao con 22 goles.

### Por competición
Nota: En negrita competiciones activas.
| Competición                                            | Temp. | PJ  | PG  | PE | PP  | GF  | GC  | Dif. | Puntos | Mejor posición |
| ------------------------------------------------------ | ----- | --- | --- | -- | --- | --- | --- | ---- | ------ | -------------- |
| Liga de Campeones de la UEFA                           | 37    | 269 | 121 | 61 | 87  | 395 | 304 | +91  | 424    | Campeón        |
| Liga Europa de la UEFA                                 | 16    | 96  | 49  | 17 | 30  | 165 | 113 | +52  | 164    | Campeón        |
| Copa Intercontinental                                  | 2     | 2   | 1   | 1  | 0   | 2   | 1   | +1   | 4      | Campeón        |
| Supercopa de Europa                                    | 4     | 5   | 2   | 0  | 3   | 3   | 5   | -2   | 6      | Campeón        |
| Recopa de Europa de la UEFA                            | 8     | 41  | 21  | 7  | 13  | 58  | 44  | +14  | 70     | Subcampeón     |
| Total                                                  | 67    | 413 | 194 | 86 | 133 | 623 | 467 | +156 | 668    | 7 títulos      |
| Actualizado a la Liga de Campeones de la UEFA 2022-23. |       |     |     |    |     |     |     |      |        |                |

## Palmarés
Nota: en negrita competiciones vigentes en la actualidad. Indicado el récord del torneo  y el compartido 
Torneos nacionales (79)
| Competiciones nacionales                 | Títulos | Subtítulos |
| ---------------------------------------- | --- | --- |
| Primeira Liga (30/29)                    | 1934-35, 1938-39, 1939-40, 1955-56, 1958-59, 1977-78, 1978-79, 1984-85, 1985-86, 1987-88, 1989-90, 1991-92, 1992-93, 1994-95, 1995-96, 1996-97, 1997-98, 1998-99, 2002-03, 2003-04, 2005-06, 2006-07, 2007-08, 2008-09, 2010-11, 2011-12, 2012-13, 2017-18, 2019-20, 2021-22. | 1935-36, 1937-38, 1940-41, 1950-51, 1953-54, 1956-57, 1957-58, 1961-62, 1962-63, 1963-64, 1964-65, 1968-69, 1974-75, 1979-80, 1980-81, 1982-83, 1983-84, 1986-87, 1988-89, 1990-91, 1993-94, 1999-00, 2000-01, 2004-05, 2014-15, 2016-17, 2018-19, 2020-21, 2022-23. |
| Copa de Portugal (20/15)                 | 1955-56, 1957-58, 1967-68, 1976-77, 1983-84, 1987-88, 1990-91, 1993-94, 1997-98, 1999-00, 2000-01, 2002-03, 2005-06, 2008-09, 2009-10, 2010-11, 2019-20, 2021-22, 2022-23, 2023-24.                                                                                           | 1952-53, 1958-59, 1960-61, 1961-62, 1963-64, 1977-78, 1979-80, 1980-81, 1982-83, 1984-85, 1991-92, 2003-04, 2007-08, 2015-16, 2018-19. |
| Supercopa de Portugal (24/10)            | 1981, 1983, 1984, 1986, 1990, 1991, 1993, 1994, 1996, 1998, 1999, 2001, 2003, 2004, 2006, 2009, 2010, 2011, 2012, 2013, 2018, 2020, 2022, 2024. | 1979, 1985, 1988, 1992, 1995, 1997, 2000, 2007, 2008, 2023. |
| Copa de la Liga de Portugal (1/4)        | 2023. | 2010, 2013, 2019, 2020. |
| Campeonato de Portugal (1922-1938) (4/2) | 1922, 1925, 1932, 1937. | 1924, 1931. |

Torneos internacionales (7)
| Competiciones internacionales | Títulos           | Subtítulos        |
| ----------------------------- | ----------------- | ----------------- |
| Copa Intercontinental (2/0)   | 1987, 2004.       |                   |
| Liga de Campeones (2/0)       | 1986-87, 2003-04. |                   |
| Liga Europa (2/0)             | 2002-03, 2010-11. |                   |
| Supercopa de Europa (1/3)     | 1987.             | 2003, 2004, 2011. |
| Recopa de Europa (0/1)        |                   | 1983-84.          |

### Palmarés total
| F. C. Porto                                                                  | 30 | 20 | 24 | 4 | 2 | 2 | 1 | 2 | 86 |
| Datos actualizados a la consecución del último título el 4 de Junio de 2024. |    |    |    |   |   |   |   |   |    |

Torneos regionales (67)
- Copa José Monteiro da Costa / Campeonato do Norte de Portugal (5): 1910-11, 1912-13, 1913-14, 1914-15, 1915-16.
- Copa de Norte de Portugal (3): 1967-68, 1970-71, 1971-72.
- Campeonato de Oporto (30): 1914-15, 1915-16, 1916-17, 1918-19, 1919-20, 1920-21, 1921-22, 1922-23, 1923-24, 1924-25, 1925-26, 1926-27, 1927-28, 1928-29, 1929-30, 1930-31, 1931-32, 1932-33, 1933-34, 1934-35, 1935-36, 1936-37, 1937-38, 1938-39, 1940-41, 1942-43, 1943-44, 1944-45, 1945-46, 1946-47.
- Liga Intercalar (Norte): 2009.
- Copa de Honra de AF Oporto (14): 1915-16, 1916-17, 1947-48, 1956-57, 1957-58, 1959-60, 1960-61, 1961-62, 1962-63, 1963-64, 1964-65, 1965-66, 1980-81, 1983-84.
- Torneo inicio (8): 1960-61, 1965-66, 1966-67, 1967-68, 1968-69, 1973-74, 1974-75, 1975-76.
- Copa Asociación de Bronce (2): 1921-22, 1922-23.
- Copa Inter-Asociaciones: 1922-23.
- Copa Antonio Quelhas: 1938-39.
- Copa José María Pedroto (2): 1989-90, 1990-91.

Torneos amistosos (44)

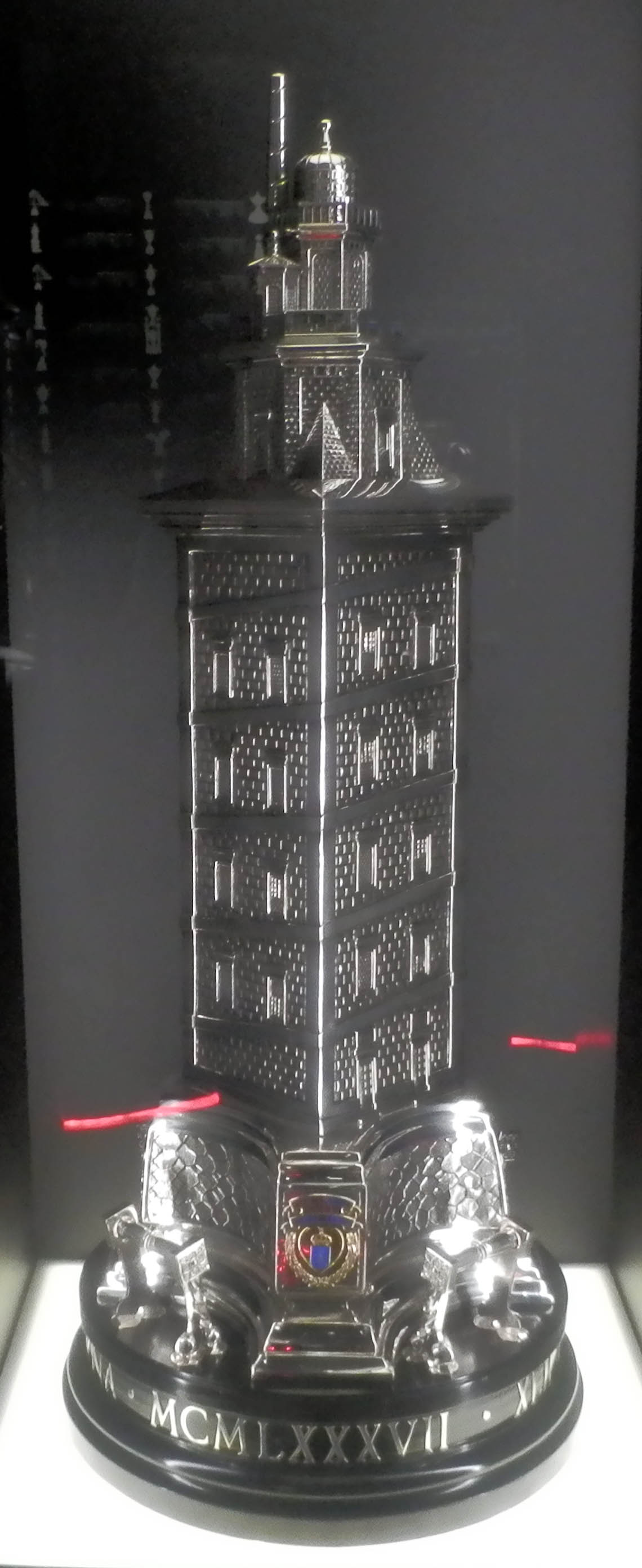
El Porto ganó el Trofeo Teresa Herrera en 1991.

- Copa BES (5): 2004, 2005, 2007, 2008, 2009.
- Copa Soares Dias (1): 1921.
- Trofeo Juan Acuña (2): 1996, 2003.
- Copa Clube União do Norte: 1913.
- Torneo 3 Cidades: 1913.
- Trofeo Vitória: 1931.
- Trofeo Ibérico: 1935.
- Trofeo El Século: 1939.
- Trofeo Arsenal: 1948.
- Trofeo Estadio Sporting Clube de Braga: 1953.
- Trofeo Estádio da Luz: 1954.
- Trofeo Martini: 1956.
- Torneo de Luanda: 1969.
- Trofeo Peruano: 1975.
- La Coppa: 1981.
- Torneo Internacional de Toronto: 1985.
- Trofeo Estadio da Luz (por la segunda vez): 1986.
- Trofeo Ciudad de Santo Tirso: 1986.
- Trofeo de Homenaje a Paulo Futre: 1986.
- Trofeo Joan Gamper: 1987.
- Torneo de Viareggio: 1989.
- Trofeo Teresa Herrera: 1991.
- Trofeo Ayuntamiento de la Ciudad de Lisboa: 1991.
- Torneo Ciudad de sevilla: 1992.
- Torneo del Centenário: 1993.
- Thailand Premier Cup: 1997.
- Torneo internacional ciudad de Oporto: 2001.
- Trofeo Fidelidade de Paris 2002.
- Agribank Cup: 2004.
- Trofeo Matines Brugeoises: 2005.
- Trofeo Tomas Cook: 2006.
- Torneo de Bergamo: 2006.
- Trofeo Daihatsu (Torneo Centenário de Atalanta BC): 2007.
- Torneo de Róterdam: 2007.
- Torneo internacional ciudad de Braga: 2008.
- Trofeo Albufeira Anima: 2009.
- Trofeo Luis Otero (Pontevedra): 1962, 1964.
- Trofeo Concepción Arenal (Ferrol): 1997.